# Ferrovia Manzanares-Ciudad Real
La ferrovia Manzanares-Ciudad Real è una linea ferroviaria spagnola lunga 64,5 km.

## Storia
Nel 1852 fu presentato un progetto per una ferrovia che univa Socuéllamos con Ciudad Real. Nonostante fossero stati intrapresi i primi lavori, l'opera venne sospesa tre anni dopo con un decreto legge dal ministro Francisco de Luxán.
Nel 1859, su iniziativa del ministro Claudio Moyano, il progetto venne ripreso modificando l'origine della linea, da Socuéllamos ad Alcázar de San Juan. Dopo la vendita all'asta della concessione, nell'aprile 1859 la Compañía de los Ferrocarriles de Madrid a Zaragoza y Alicante (MZA) acquistò i diritti per costruire questa nuova linea ferroviaria. Poiché l'orografia della zona non presentava gravi difficoltà, i lavori di costruzione poterono essere eseguiti con una certa facilità. Il tratto tra Alcázar e Manzanares fu completato il 1º luglio 1860; il segmento Manzanares-Daimiel il 1º ottobre dello stesso anno. Le restanti tratte Daimiel-Almagro e Almagro-Ciudad Real furono aperte rispettivamente il 21 gennaio e il 14 marzo 1861.